# Liste der Baudenkmäler in Zöschingen
Auf dieser Seite sind die Baudenkmäler in der schwäbischen Gemeinde Zöschingen zusammengestellt. Diese Tabelle ist eine Teilliste der Liste der Baudenkmäler in Bayern. Grundlage ist die Bayerische Denkmalliste, die auf Basis des Bayerischen Denkmalschutzgesetzes vom 1. Oktober 1973 erstmals erstellt wurde und seither durch das Bayerische Landesamt für Denkmalpflege geführt wird. Die folgenden Angaben ersetzen nicht die rechtsverbindliche Auskunft der Denkmalschutzbehörde.

## Baudenkmäler
| Lage                          | Objekt                               | Beschreibung | Akten-Nr.    | Bild |
| ----------------------------- | ------------------------------------ | --- | ------------ | ---- |
| Bergstraße 5 (Standort)       | Pfarrhaus                            | Satteldachbau mit Steildach und dreigeschossigem Giebel, 1624 erbaut. | D-7-73-187-2 | BW   |
| Bergstraße 9 (Standort)       | Katholische Pfarrkirche St. Martin   | flachgedeckter Saalbau mit eingezogenem Rechteckchor, von Sebastian Geiger, 1831, Turmunterbau wohl 15. Jahrhundert; mit Ausstattung; Friedhofsmauer mit Tor, wohl 1834, im Kern 15. Jahrhundert. | D-7-73-187-1 | BW   |
| Kapellenstraße 100 (Standort) | Katholische Kapelle Maria Steinbrunn | Zentralbau mit Dachreiter und eingezogenem Chor, nach Plänen von Mathias und Leonhard Rothmiller, 1746; mit Ausstattung                                                                           | D-7-73-187-3 | BW   |